# Ernesto Salvia
Ernesto Eugenio Salvia (Napoli, 24 dicembre 1860 – Napoli, 13 maggio 1923) è stato un giurista e politico italiano.

## Biografia
Laureato a Napoli, è stato libero docente di Diritto commerciale all'università partenopea e professore di Diritto marittimo all'Istituto superiore navale della stessa città. Consigliere comunale ed assessore, deputato per due legislature, è stato nominato senatore a vita nel 1919. Ha presieduto l'Ordine degli avvocati di Napoli e l'azienda ospedaliera Santobono.